# BSA Bantam-serie
De BSA Bantam (“krielkip”)-serie was een serie lichte motorfietsjes die het Britse merk BSA produceerde van 1948 tot 1971.
Buiten het Verenigd Koninkrijk, diens koloniën en de Britse Gemenebestlanden is deze serie nooit populair geworden. Vooral in de jaren zestig, toen de Japanse motorfietsindustrie opgang begon te maken, kwamen de BSA Bantams vooral veel vermogen tekort. Desondanks wordt geschat dat er in totaal tussen de 250.000 en 500.000 BSA Bantams zijn geproduceerd. 

## Voorgeschiedenis
BSA had in zijn hele bestaan als motorfietsproducent (sinds 1910) alleen van 1928 tot 1930 tweetaktmotoren geleverd (de BSA Model A-serie), met eigen motorblokjes. Andere Britse merken die tweetakten leverden waren vooral afhankelijk van de inbouwmotoren van The Villiers Engineering Co. Ltd. in Wolverhampton. Die motoren maakten nog gebruik van de zware kamzuigers.

### DKW-tweetakttechniek
DKW bouwde sinds 1935 al tweetakten met lichtere vlakke zuigers dankzij de door Dr. Adolf Schnürle ontwikkelde omkeerspoeling. In 1938 besloot de Duitse overheid de levering van de DKW RT 98 aan de Joodse firma Stokvis in Rotterdam te beëindigen. Stokvis-directeur Eriksson ging daarop met zijn technische man Joop van Heusden naar Engeland met het doel de import van Ariel en Royal Enfield binnen te halen. Hij kreeg Royal Enfield zover een kopie van de DKW RT 98 te gaan produceren. Voor de Nederlandse markt was de machine belangrijk omdat het een onder-de-zestiger was; een machine die minder dan 60 kilo woog was vrijgesteld van personele belasting. Dit werd de Royal Baby. Het complete rijwielgedeelte was een kopie van de DKW RT 98, maar het 125cc-blok was van eigen Royal Enfield-ontwerp en was erg slecht. De machine werd echter kortweg "RB" genoemd en had ook een RB-logo op de tank. Daarmee was de gelijkenis met "RT" gewaarborgd. De RB had echter een 125cc-motor. Tijdens de Tweede Wereldoorlog werden de Royal Baby en de daarvan afgeleide Royal Enfield Flying Flea als lichte militaire motorfiets door de Britten ingezet. 

### Oorlogsbuit
DKW produceerde sinds 1939 ook een 125cc-versie, de DKW RT 125. Na de oorlog lag de DKW-fabriek in Zschopau in de Sovjet-bezettingszone. Als onderdeel van de herstelbetalingen werden de blauwdrukken van de DKW RT 125 uitgeleverd aan de geallieerden. Dat resulteerde in een flink aantal "spin-offs": De Oost-Duitse MZ RT 125, de Poolse Sokól M01 en WSK 125, de Russische Kosmos 125, de Tsjecho-Slowaakse CZ 125 B, de Amerikaanse Harley-Davidson Hummer, de Wit-Russische Minsk M1A en de Britse BSA Bantam D1. Daar bleef het niet bij. DKW zelf startte de productie van zijn RT 125 in de Bondsrepubliek Duitsland weer op. In 1955 verscheen de eerste motorfiets van Yamaha, de YA 1 en ook dat was een RT 125-kopie. 

## Spiegelbeeld
BSA bouwde zijn kopie van de DKW RT 125 in een bijna compleet spiegelbeeld. Hoewel bronnen soms melden dat dit was om het kopieerwerk te maskeren, is het logischer dat BSA de machine aanpaste aan de Britse manier van bouwen. Vrijwel alle Britse motorfietsen schakelden rechts en remden links. Op het Europese vasteland was dat anders. Daar zat het schakelpedaal links en het rempedaal rechts. Door in spiegelbeeld te bouwen werd dat probleem opgelost. Het carter was ook in spiegelbeeld gebouwd, maar cilinder en cilinderkop niet. 

## BSA Bantam D1
| DKW RT 125 uit de oorlogsjaren                                      |
| BSA Bantam D1 uit 1948, nog zonder achtervering.                    |
| BSA Bantam D1 uit 1951 met plunjervering                            |
| BSA Bantam D1 uit 1955.                                             |
| BSA Bantam D3 Major met swingarm-achtervering en duozadel uit 1956. |

### BSA Bantam D1 (1948-1955)
Helemaal gekopieerd was de BSA Bantam D1 die in 1948 voor het eerst getoond werd nu ook weer niet. Zo was de Webbvork van de DKW, die geveerd was met rubber bandjes, vervangen door een ongedempte telescoopvork. De spatborden waren dieper en een leuk detail was de knijpclaxon, die verstopt was in de holle balhoofdbuis. De rubber bal stak boven het stuur uit, maar de rest van de toeter was onzichtbaar. De machine was grotendeels groen met crèmekleurig tankflanken en een verchroomde fishtail pipe-uitlaat. De DKW had een Fischer-AMAL-carburateur, de BSA een Amal 361/1-carburateur. Vanzelfsprekend waren de Europese maten van bouten en moeren vervangen door het Imperial Standard System. Hoewel de motor in 1948 gepresenteerd werd, gingen de eerste exemplaren naar het buitenland omdat de Britse economie kort na de Tweede Wereldoorlog grote behoefte had aan buitenlandse valuta. Zo werd de machine al naar 78 landen geëxporteerd voor de eerste Britse journalisten de machine eind 1948 konden testen. Het werd een groot succes, hoewel de BSA Bantam D1 in het begin nog wat last had van kinderziekten. Die werden in 1950 opgelost, toen ook de plunjervering kwam. De Bantam D1 met starre achterbrug bleef echter tot 1955 in het programma.

### Motor
De motor was een luchtgekoelde dwarsgeplaatste eencilindertweetaktmotor. Zowel de ontsteking als de stroomvoorziening werden verzorgd door een 27 watt Wico-Pacy Geni-Mag. Dat betekende dat de verlichting alleen brandde als de motor liep, maar voor het parkeerlicht zorgde een kleine batterij. De boring bedroeg 52 mm, de slag 58 mm en de cilinderinhoud 123,2 cc. Dit motortje leverde ongeveer 4 pk. 

### Transmissie
Op het rechter uiteinde van de krukas zat het aandrijftandwiel voor de primaire ketting. Die dreef de meervoudige natte plaatkoppeling aan, waarvan de plaatjes waren bezet met kurk. De kickstarter was op de drieversnellingsbak met voetschakeling gemonteerd en de secundaire aandrijving verliep ook met een ketting. 

### Rijwielgedeelte
De machine had een tamelijk eenvoudig enkel wiegframe waar het achterframe aan vastgebout was. Ze had een middenbok en een zeer eenvoudige telescoopvork zonder enige vorm van demping. Voor en achter zaten halve naaf-trommelremmen. De machine had nog geen achtervering, maar een comfortabel geveerd zweefzadel en een bagagedrager. 

### BSA Bantam D1 (1950-1963)
In 1950 werd de Bantam D1 flink gewijzigd. De kinderziekten werden opgelost en de elektrische installatie werd verbeterd. De 27 watt-Wico-Pacy Geni-Mag werd vervangen door de Series 55 30 watt-dynamo, maar de klant kon ook kiezen voor een Lucas IA45 45 watt-alternator. Het systeem van Lucas was helemaal nieuw, dat van Wico-Pacy een verbeterd model. Het Lucas-systeem werkte met een bobine, die gelijkstroom vereiste. Daarom was er een Seleniumdiode als gelijkrichter toegepast. Andere kleine wijzigingen betroffen de gaiters om de voorvork om stof en vuil buiten te houden, het smallere voorspatbord, een extra gat in de cilinderkop voor de plaatsing van een decompressor, een inklapbare kickstarter en de uitlaat die nu over de voetsteunen geleid was om de motorfiets een vlotter uiterlijk te geven. Het belangrijkste verschil was de complete verbouwing van het achterframe om plunjervering toe te passen. Hoewel de D1 met star achterframe nog in 1955 leverbaar was, bleef deze versie tot 1963 vrijwel ongewijzigd. Wel kreeg ze in 1958, bij het verschijnen van de 175cc-Bantam D5 Super, diens grotere koelribben.

### BSA Bantam D1 Competition (1951-1955)
BSA was zelf verrast toen bleek dat kopers hun Bantam D1 verbouwden tot "trials" (enduro)-machine en ermee aan wedstrijden gingen deelnemen. De machine was door zijn lage gewicht tamelijk succesvol en met zijn prijs van 60 pond ook betaalbaar. Mogelijk al in 1950, maar uiterlijk in 1951 bouwde BSA zelf de Bantam D1 Competition. De machine was net als de gewone D1 leverbaar zonder achtervering en met plunjervering. 

### BSA Bantam BD1
De BSA Bantam BD1 was een gelimiteerde versie met een zwarte tank met verchroomde strips, beenschilden en verchroomde velgen. De productieperiode besloeg vier jaar en begon waarschijnlijk in 1950. Daarbij moeten de verchroomde wielen in 1952 en zeker in 1953 vervangen zijn door gespoten exemplaren, want chroom was schaars door het uitbreken van de Koreaanse Oorlog.

## BSA Bantam D3 (1955-1957)

### BSA Bantam D3 Major
Eind 1953 verscheen de BSA Bantam D3 Major. Dankzij een grotere boring kwam de cilinderinhoud op 148 cc. De machine kreeg een moderner uiterlijk door de standaard toepassing van een duozadel, dat al een populair accessoire op de Bantam D1 was. De fishtail pipe werd vervangen door een deegroluitlaat met een los achterdeel om het ontkolen makkelijker te maken. In 1956 werd de plunjervering vervangen door een swingarm met twee veer/demperelementen. De Bantam D3 Major werd geleverd in grijs, zwart of bordeauxrood.

### BSA Bantam D3 Competition (1954-1957)
De BSA Bantam D3 Competition was de terreinversie van de Bantam Major. De machine had een enkel zweefzadel, plunjervering, een verhoogd voorspatbord en terreinbanden.

## BSA Bantam D5

### BSA Bantam D5 Super (1958)
De BSA Bantam D5 Super werd alleen in 1958 geproduceerd en was eigenlijk een overgangsmodel. De D3 had nog het kleine, bromfiets-achtige DKW RT 125-tankje waar het duozadel eigenlijk niet goed bij paste. Bovendien was het achterframe zo kort, dat de schokdempers erg schuin moesten staan. De D5 kreeg een langer achterframe zodat de schokdempers rechter stonden en door de langere en bollere 9liter-tank was het veel meer "motorfiets". Ook werd de cilinderinhoud op 172,3 cc gebracht. Dat gebeurde niet door de cilinder op te boren, want dat ging niet. Het was een heel nieuw exemplaar met grotere koelribben. Het was ook een succes omdat het vermogen ineens steeg naar 7,4 pk. De D5 werd geleverd in bordeauxrood of zwart met crèmekleurige tankflanken verchroomd stuur en velgen. 

## BSA Bantam D7

### BSA Bantam D7 Super (1959-1966)
De BSA Bantam D7 Super volgde al in 1959 de D5 op. De wijzigingen waren vooral esthetisch: de voorvork werd gewijzigd en de machine kreeg kleinere wielen. Er kwam een afdekking over de dynamo. Al met al kreeg de machine veel meer de lijnen van een motorfiets uit de jaren zestig. De machine had verschillende variaties rood of blauw met verchroomde delen. 

### BSA Bantam D7 Police (1963)
Van de Bantam D7 werd in 1963 in elk geval een versie voor de politie geleverd, maar details zijn niet bekend. 

### BSA Bantam D7 Pastoral (1965)
De BSA Bantam D7 Pastoral uit 1965 was net als de 250cc-C15 FT Trials Pastoral bedoeld voor de landen van het Britse Gemenebest, met name Australië en Afrika. Het was een terreinmotor bedoeld als “werkpaard” op boerderijen en schapenfarms. Daarom had ze een eenpersoonszadel en een fors bagagerek achterop.  

### BSA Bantam D7 Trail Bronc (1965) en BSA 175 Flash (1966)
De BSA Bantam D7 Trail Bronc werd in 1965 uitsluitend voor de Amerikaanse Westkust gebouwd. Dit op verzoek van Hap Alzina, die BSA-distributeur in Californië was. Alzina was in de jaren vijftig al de drijvende kracht achter het Amerikaanse BSA-raceteam geweest. Dat resulteerde onder meer in de overwinning in de Daytona 200 van 1954 voor de BSA A7. Nu vroeg Alzina om een goedkoop opstapmodel, een lichte en goedkope terreinmotor "voor uitstapjes in het groen en jachtpartijen". De machine kostte iets minder dan 400 dollar en was voorzien van terreinbanden, had geen voorspatbord en het enige chroom zat op de tankdop. Zelfs het stuur was zilverkleurig gespoten. De tank en het achterspatbord waren blauw. De machine had een grote bodemvrijheid en opklapbare voetsteunen. Het gereedschapskastje ontbrak en de machine had ook geen accu, snelheidsmeter of verlichting. In een advertentie stond een plaatje met de Trail Bronc rechtop achter in een Amerikaanse stationcar om aan te geven hoe compact de machine was. Ze had wel een duozadel. Hoeveel Trail Broncs er zijn gebouwd is niet bekend, wel dat het er te veel waren. De BSA-dealers zagen meer in de zware 500- en 650cc-modellen en bovendien verschenen ongeveer tegelijkertijd de lichte terreinmotoren van Yamaha en Hodaka en vooral de Honda CB 160 Scrambler, die met een 160cc-blokje bijna 17 pk leverde. Er waren wel dealers die een Trail Bronc bestelden, maar sommige machines bleven onverkocht. In 2019 kocht The Early Years of Motocross Museum in Villa Park (Californië) een nieuwe Trail Bronc die al die jaren bij een dealer in San Jose had gestaan. De naam was ook wel wat vreemd gekozen: "Bronc" verwees naar een woest rodeopaard en "Bantam" naar een krielkip. Dat was wellicht de reden dan de BSA 175 Flash uit 1966 de naam "Bantam" niet meer droeg. De machine werd als sportmodel op de Amerikaanse markt geïntroduceerd met een "powerful 175cc-engine for high-torque performance". BSA verwees hier naar het koppel van de motor, en niet naar het vermogen, dat hopeloos achterbleef bij de concurrentie. Het was naar Europese begrippen ook geen sportmotor, vanwege het in de Verenigde Staten populaire hoge stuur. 

### BSA Bantam D7 De Luxe en D7 Silver Bantam (1966)
De BSA Bantam D7 De Luxe en de BSA D7 Silver Bantam kregen een nieuwe styling met een ander duozadel en een iets kleinere tank. De "De Luxe" had verchroomde zijkanten op de tank en was leverbaar in goudkleur en in rood. Ze kostte 141 pond. De "Silver" was iets goedkoper. Beide spatborden waren zilverkleurig en ook de flanken van de tank. De bovenkant van de tank en de olietank waren blauw.

## BSA Bantam D10
Begin augustus 1966 werd de Bantam D10 voorgesteld. Er was een flink aantal wijzigingen doorgevoerd. Het belangrijkste was een vermogensstijging van 40%, maar de machine leverde desondanks niet meer dan 10 pk bij 6.000 tpm. De stijging werd bereikt door een wijziging van de cilinderpoorten, het verhogen van de compressieverhouding en een grotere carburateur. Om de extra pk's te verwerken kreeg de koppeling een extra plaat. De onderbreker van de ontsteking verhuisde van links naar de rechterkant van de krukas, bereikbaar via een luikje in het carterdeksel. De naam "D10" verwees naar het motorvermogen.

### BSA Bantam D10 Supreme (1966-1967)
De BSA Bantam D10 Supreme volgde de Bantam D7 De Luxe op. Ze was grotendeels blauw gespoten, met verchroomde tankflanken. 

### BSA Silver Bantam D10 (1966-1967)
De BSA Silver Bantam D10 volgde de D7 Silver Bantam op. Alle gespoten onderdelen waren nu zilverkleurig, ook de tank en de olietank.

### BSA Bantam D10 Sports (1966-1967)
De BSA Bantam D10 Sports was een toevoeging aan het programma. De had een omhooggebogen uitlaat met twee kleine hitteschildjes, een vlak stuur en een sportief kontje aan het zadel. Ze werd geleverd in "Flamboyant Red" met veel chroom. 

### BSA Bantam D10 Bushman (1966-1967)
De BSA Bantam D10 Bushman was de terreinmotor met forsere banden en een upswept pipe. Ze werd geleverd in oranje ("bushfire orange") met wit. De Bushmans werden vooral als farm bike geëxporteerd naar Afrika en Australië. In het Verenigd Koninkrijk werden er ongeveer 300 verkocht.

### BSA Bantam D10 Bushman Pastoral (1966-1967)
De BSA Bantam D10 Bushman Pastoral was net als alle "Pastoral"-modellen bedoeld als werkpaard op grote boerderijen (de Australische schapenfarms bijvoorbeeld). Ze was identiek aan de Bushman, maar met een kort eenpersoons zadel en een fors bagagerek. 

## BSA Bantam D13 Supreme / D14/4 Supreme
Voor het seizoen 1968 werd de Bantam opnieuw vernieuwd. De compressieverhouding werd opnieuw verhoogd door dikkere ringen op de vliegwielen te klinken. Toen ingenieur John Dyson de machine op een zaterdagochtend op de vermogensbank zette, leek er aanvankelijk 14 pk uit te komen. Bij een nieuwe meting bleek het 12,6 pk te zijn. Dyson besloot daarom de machine BSA Bantam D13 te dopen. Zo werden 600 exemplaren gebouwd en verkocht, tot iemand opmerkte dat 13 het ongeluksgetal was. Daarom besloot men de verdere serie te leveren als BSA Bantam D14/4, waarbij het getal "4" verwees naar de vier versnellingen. Er werden ook enkele verbeteringen aangebracht. Klanten klaagden dat ze om de accu te onderhouden het zadel moest verwijderen en daarom kwam er achter het linker zijdeksel een opening om bij de accu te komen. Die was echter te klein. Wel kwam op het linker carterdeksel een opening om de koppeling af te stellen. 

### BSA Bantam D13 Supreme / Bantam D14/4 Supreme (1968)
Nu de Bantam Silver uit productie ging, werd de BSA Bantam D14/4 Supreme de goedkoopste van de serie. De machine werd geleverd in zwart of blauw met witte striping. 

### BSA Bantam D13 Sports / D14/4S Bantam Sports (1968)
De BSA D14/4S Bantam Sports had vanzelfsprekend de D14-specificaties, maar het enige uiterlijke verschil met de D10 Sports was het hitteschild op de uitlaat, dat nu uit één stuk bestond. 

### BSA Bantam D13 Bushman / D14/4B Bushman (1968)
De BSA B14/4 Bantam Bushman was uiterlijk identiek aan de Bantam D10 Bushman, maar met D14/4-specificaties.
De BSA Bantam leverde inmiddels vier keer zo veel vermogen als het origineel. Daarvoor moest een prijs worden betaald en dat gebeurde vooral  bij de D14/4-serie. De motor veroorzaakte overmatige vibraties wat soms leidde tot gescheurde lassen aan het frame, maar de garantie-afdeling had het vooral druk met compleet vernielde motoren doordat de geklonken schijven op de vliegwielen losbraken. En dan was daar nog die vreemde verkoopslogan om de ouderwetse mengsmering aan te prijzen: "No separate oil supply to keep a check on." (geen olietank om in de gaten te houden). In de praktijk moesten BSA-tweetaktrijders nog prutsen met het mengen van olie in de benzine. In Europa waren weliswaar tankstations waar men de mengverhouding zelf kon instellen, maar in de Verenigde Staten bestond dat systeem niet. Het duidde wel op moderne smeersystemen van andere merken, waar de olie in een aparte tank zat en automatisch in de juiste verhouding ingespoten werd. Het ontwikkelingsteam voor de BSA-tweetakten bestond uit twaalf man, die inmiddels naar Redditch waren overgeplaatst en zich ook met de competitiemodellen (motorcross en trial) moesten bezighouden. Dat werkte niet bevorderend voor de Bantams, want de competitiespecialisten richtten zich vooral op de Victor-serie met viertaktmotoren. Toen dit team onder leiding van Michael Martin het blok van een D14/4 openmaakte schrokken ze van de constructie, met klinknagels die uit de vliegwielen vielen. Uiteindelijk ging de Bantam D14/4 al na zeven maanden uit productie.

## BSA Bantam B175 / D175
Michael Martin moest dus noodgedwongen meteen beginnen met een nieuw motorontwerp. Veel inwendige delen werden verstevigd, de cilinderkop werd vernieuwd en de compressieverhouding werd verlaagd tot 9,5:1. Martin had op dit moment goede tweetaktspecialisten in zijn team zoals Brian Steenson, die afgestudeerd was aan de Queen's Universiteit van Belfast en daar samen met Prof. Dr. Gordon Blair al tweetakten had ontwikkeld. De nieuwe voorvork met rubber gaiters kwam van de Triumph Sports Cub en ook de spatborden werden vernieuwd. Dezelfde machines werden onder twee namen verkocht: Bantam D175, dat aansloot op de rest van de Bantams, en Bantam B175 dat aansloot bij de overige BSA-modellen (de BSA B25-serie en de BSA B40-serie). 

### BSA Bantam B175 / Bantam D175 (1969-1971)
De BSA B175 / Bantam D175 was ten opzichte van de D14/4 weliswaar verbeterd, maar uiterlijk alleen herkenbaar aan de nieuwe voorvork en de cilinderkop, waarbij het bougiegat in het midden zat. Ze werd aangeboden in rood, blauw of zwart. Dit model hield het het langst vol. Terwijl de Sports en de Bushman al in oktober 1969 uit productie gingen, bleef ze tot 1971 leverbaar. 

### BSA Bantam B175 Sports / Bantam D175 Sports (1969)
De sportversie van de B175/D175 had dezelfde specificaties als het oude model, maar met de nieuwe motor en voorvork en ging in oktober 1969 uit productie.

### BSA Bantam B175 Bushman / Bantam D175 Bushman (1969)
De terreinversie van de B175/D175 had dezelfde specificaties als het oude model, maar met de nieuwe motor en voorvork en ging in oktober 1969 uit productie.

## BSA Bantam D18 (1969)
De BSA Bantam D18 werd in 1969 gebouwd als prototype. Hoewel de cilinderinhoud gelijk bleef, was de motor helemaal nieuw, met een aluminium cilinder en cilinderkop. De motor werd in een trialframe gemonteerd en voldeed goed, maar kwam nooit in productie. Het had een "tussenmodel" moeten worden om de tijd te overbruggen die nodig was om een hele serie nieuwe lichte tweetakten te ontwikkelen.

## GPO-modellen
Het General Post Office was vanaf het begin vaste klant van BSA. Meteen na de Tweede Wereldoorlog kocht men al de 250cc-C10 en waarschijnlijk werden de eerste D1 Bantams al in 1948 uitgeleverd, toen deze machine eigenlijk alleen nog voor de export bedoeld was. In 1953 kocht men een aantal machines met plunjervering en in 1953 enkele D3 Bantams, waarschijnlijk als test. In 1955 koos men weer voor de D1 met plunjervering, die in gebruik bleef tot 1965, twee jaar nadat de burger-D1 uit productie gegaan was. Daarna kocht men de gebruikelijke modellen, hoewel er in 1966 waarschijnlijk slechts enkele exemplaren van de Bantam D7 aangekocht werden. Van 1967 tot 1970 bleef de Bantam D10 in gebruik en in  1970 en 1971 de Bantam D175. De machines werden overigens niet door postbodes gebruikt, maar door telegrambestellers.

## Einde productie
Toen in 1971 de andere modellen van BSA vernieuwd werden, ging de Bantam uit productie. De machine kon de toets der kritiek niet meer doorstaan, zeker niet vergeleken met de lichte motorfietsen die uit Japan kwamen. Het enige pluspunt van de Bantam was de lage prijs: De Bantam B175 kostte 134 pond, ongeveer 100 pond minder dan een Honda CB175. De uitrusting was echter beneden peil, niet als de 6 volt-installatie, waarbij de koplamp minder licht gaf als het remlicht aanging. Door de mengsmering was de machine in de Verenigde Staten onverkoopbaar omdat daar langs de highways geen tankstations met mengsmering bestonden. Het publiek had zich al afgekeerd van de Bantam en zelfs in de Britse motorpers werd de machine belachelijk gemaakt (net als de auto's van BMC/Leyland). Bert Hopwood kon de Bantam tegen een prijsverhoging van slechts drie pond voorzien van een oliepomp, wat de Amerikaanse markt zou openen, maar hoofdverantwoordelijke Michael Martin had zelfs in 1969 al de opdracht gekregen om alle ontwikkeling aan de Bantam stop te zetten. Hij kon het tij toen nog keren door aan te geven dat zijn jonge en veelbelovende ingenieurs zouden vertrekken als ze alleen nog aan de Ariel 3 zouden mogen werken.

## Technische gegevens Bantam D1, D3 en D5
| Periode                | 1948-1955               | 1948-1952               | 1951-1955               | 1950-1963               | 1950-1954?              | 1953                    | 1955-1965               | 1954-1957                           | 1954-1957                           | 1954                    | 1958                    |
| Categorie              | Toer                    | Toer                    | Terrein                 | Toer                    | Toer                    | Toer                    | Toer                    | Toer                                | Terrein                             | Toer                    | Toer                    |
| Motortype              | Tweetakt                | Tweetakt                | Tweetakt                | Tweetakt                | Tweetakt                | Tweetakt                | Tweetakt                | Tweetakt                            | Tweetakt                            | Tweetakt                | Tweetakt                |
| Bouwwijze              | Staande eencilinder     | Staande eencilinder     | Staande eencilinder     | Staande eencilinder     | Staande eencilinder     | Staande eencilinder     | Staande eencilinder     | Staande eencilinder                 | Staande eencilinder                 | Staande eencilinder     | Staande eencilinder     |
| Koeling                | Lucht                   | Lucht                   | Lucht                   | Lucht                   | Lucht                   | Lucht                   | Lucht                   | Lucht                               | Lucht                               | Lucht                   | Lucht                   |
| Boring                 | 52,0 mm                 | 52,0 mm                 | 52,0 mm                 | 52,0 mm                 | 52,0 mm                 | 52,0 mm                 | 52,0 mm                 | 57,0 mm                             | 57,0 mm                             | 57,0 mm                 | 61,5 mm                 |
| Slag                   | 58,0 mm                 | 58,0 mm                 | 58,0 mm                 | 58,0 mm                 | 58,0 mm                 | 58,0 mm                 | 58,0 mm                 | 58,0 mm                             | 58,0 mm                             | 58,0 mm                 | 58,0 mm                 |
| Cilinderinhoud         | 123,2 cc                | 123,2 cc                | 123,2 cc                | 123,2 cc                | 123,2 cc                | 123,2 cc                | 123,2 cc                | 148,0 cc                            | 148,0 cc                            | 148,0 cc                | 172,3 cc                |
| Carburateur(s)         | Amal 361/1              | Amal 361/1              | Amal 361/1              | Amal 361/1              | Amal 361/1              | Amal 361/1              | Amal 361/1              | Amal Monobloc                       | Amal Monobloc                       | Amal Monobloc           | Amal Monobloc           |
| Smeersysteem           | Mengsmering             | Mengsmering             | Mengsmering             | Mengsmering             | Mengsmering             | Mengsmering             | Mengsmering             | Mengsmering                         | Mengsmering                         | Mengsmering             | Mengsmering             |
| Max. Vermogen          | 4 pk                    | 4 pk                    | 4 pk                    | 4 pk                    | 4 pk                    | 4 pk                    | 4 pk                    | 4,9 pk                              | 4,9 pk                              | 4,9 pk                  | 7,4 pk                  |
| Topsnelheid            | 72 km/uur               | 72 km/uur               | Onbekend                | 72 km/uur               | 72 km/uur               | 72 km/uur               | 72 km/uur               | 80 km/uur                           | Onbekend                            | 80 km/uur               | 92 km/uur               |
| Primaire aandrijving   | Ketting                 | Ketting                 | Ketting                 | Ketting                 | Ketting                 | Ketting                 | Ketting                 | Ketting                             | Ketting                             | Ketting                 | Ketting                 |
| Koppeling              | Meervoudige natte plaat | Meervoudige natte plaat | Meervoudige natte plaat | Meervoudige natte plaat | Meervoudige natte plaat | Meervoudige natte plaat | Meervoudige natte plaat | Meervoudige natte plaat             | Meervoudige natte plaat             | Meervoudige natte plaat | Meervoudige natte plaat |
| Versnellingen          | 3                       | 3                       | 3                       | 3                       | 3                       | 3                       | 3                       | 3                                   | 3                                   | 3                       | 3                       |
| Secundaire aandrijving | Ketting                 | Ketting                 | Ketting                 | Ketting                 | Ketting                 | Ketting                 | Ketting                 | Ketting                             | Ketting                             | Ketting                 | Ketting                 |
| Rijwielgedeelte        | Enkel wiegframe         | Enkel wiegframe         | Enkel wiegframe         | Enkel wiegframe         | Enkel wiegframe         | Enkel wiegframe         | Enkel wiegframe         | Enkel wiegframe                     | Enkel wiegframe                     | Enkel wiegframe         | Enkel wiegframe         |
| Voorvork               | Telescoopvork           | Telescoopvork           | Telescoopvork           | Telescoopvork           | Telescoopvork           | Telescoopvork           | Telescoopvork           | Telescoopvork                       | Telescoopvork                       | Telescoopvork           | Telescoopvork           |
| Achtervork             | Star                    | Star                    | Star en plunjervering   | Plunjervering           | Plunjervering           | Plunjervering           | Plunjervering           | Plunjervering, Vanaf 1956: swingarm | Plunjervering, Vanaf 1956: swingarm | Plunjervering           | Swingarm                |
| Remmen                 | Trommelremmen           | Trommelremmen           | Trommelremmen           | Trommelremmen           | Trommelremmen           | Trommelremmen           | Trommelremmen           | Trommelremmen                       | Trommelremmen                       | Trommelremmen           | Trommelremmen           |
| Tankinhoud             | 8 liter                 | 8 liter                 | 8 liter                 | 8 liter                 | 8 liter                 | 8 liter                 | 8 liter                 | 9,1 liter                           | 9,1 liter                           | 9,1 liter               | 9,1 liter               |
| Droog gewicht          | 70 kg                   | 70 kg                   | Onbekend                | 70 kg                   | 70 kg                   | 70 kg                   | 70 kg                   | 102 kg                              | Onbekend                            | 102 kg                  | 102 kg                  |

## Technische gegevens Bantam D7
| BSA Bantam             | D7 Super                | D7 Police               | D7 Pastoral             | D7 Trail Bronc          | 175 Flash               | D7 De Luxe              | D7 GPO                  | D7 Silver               |
| ---------------------- | ----------------------- | ----------------------- | ----------------------- | ----------------------- | ----------------------- | ----------------------- | ----------------------- | ----------------------- |
| Periode                | 1959-1966               | 1963                    | 1965                    | 1965                    | 1966                    | 1966                    | 1966                    | 1966                    |
| Categorie              | Toer                    | Politie                 | Terrein                 | Terrein (USA)           | Sport (USA)             | Toer                    | Toer                    | Toer                    |
| Motortype              | Tweetakt                | Tweetakt                | Tweetakt                | Tweetakt                | Tweetakt                | Tweetakt                | Tweetakt                | Tweetakt                |
| Bouwwijze              | Staande eencilinder     | Staande eencilinder     | Staande eencilinder     | Staande eencilinder     | Staande eencilinder     | Staande eencilinder     | Staande eencilinder     | Staande eencilinder     |
| Koeling                | Lucht                   | Lucht                   | Lucht                   | Lucht                   | Lucht                   | Lucht                   | Lucht                   | Lucht                   |
| Boring                 | 61,5 mm                 | 61,5 mm                 | 61,5 mm                 | 61,5 mm                 | 61,5 mm                 | 61,5 mm                 | 61,5 mm                 | 61,5 mm                 |
| Slag                   | 58,0 mm                 | 58,0 mm                 | 58,0 mm                 | 58,0 mm                 | 58,0 mm                 | 58,0 mm                 | 58,0 mm                 | 58,0 mm                 |
| Cilinderinhoud         | 172,3 cc                | 172,3 cc                | 172,3 cc                | 172,3 cc                | 172,3 cc                | 172,3 cc                | 172,3 cc                | 172,3 cc                |
| Carburateur(s)         | Amal Monobloc           | Amal Monobloc           | Amal Monobloc           | Amal Monobloc           | Amal Monobloc           | Amal Monobloc           | Amal Monobloc           | Amal Monobloc           |
| Smeersysteem           | Mengsmering             | Mengsmering             | Mengsmering             | Mengsmering             | Mengsmering             | Mengsmering             | Mengsmering             | Mengsmering             |
| Compressieverhouding   | 7:1                     | 7:1                     | 7:1                     | 7:1                     | 7:1                     | 7:1                     | 7:1                     | 7:1                     |
| Max. Vermogen          | 7,4 pk                  | 7,4 pk                  | 7,4 pk                  | 7,4 pk                  | 7,4 pk                  | 7,4 pk                  | 7,4 pk                  | 7,4 pk                  |
| Topsnelheid            | 92 km/uur               | 92 km/uur               | Onbekend                | Onbekend                | 92 km/uur               | 92 km/uur               | 92 km/uur               | 92 km/uur               |
| Primaire aandrijving   | Ketting                 | Ketting                 | Ketting                 | Ketting                 | Ketting                 | Ketting                 | Ketting                 | Ketting                 |
| Koppeling              | Meervoudige natte plaat | Meervoudige natte plaat | Meervoudige natte plaat | Meervoudige natte plaat | Meervoudige natte plaat | Meervoudige natte plaat | Meervoudige natte plaat | Meervoudige natte plaat |
| Versnellingen          | 3                       | 3                       | 3                       | 3                       | 3                       | 3                       | 3                       | 3                       |
| Secundaire aandrijving | Ketting                 | Ketting                 | Ketting                 | Ketting                 | Ketting                 | Ketting                 | Ketting                 | Ketting                 |
| Rijwielgedeelte        | Enkel wiegframe         | Enkel wiegframe         | Enkel wiegframe         | Enkel wiegframe         | Enkel wiegframe         | Enkel wiegframe         | Enkel wiegframe         | Enkel wiegframe         |
| Voorvork               | Telescoopvork           | Telescoopvork           | Telescoopvork           | Telescoopvork           | Telescoopvork           | Telescoopvork           | Telescoopvork           | Telescoopvork           |
| Achtervork             | Swingarm                | Swingarm                | Swingarm                | Swingarm                | Swingarm                | Swingarm                | Swingarm                | Swingarm                |
| Remmen                 | Trommelremmen           | Trommelremmen           | Trommelremmen           | Trommelremmen           | Trommelremmen           | Trommelremmen           | Trommelremmen           | Trommelremmen           |
| Tankinhoud             | 9,1 liter               | 9,1 liter               | 9,1 liter               | 9,1 liter               | 9,1 liter               | 8,6 liter               | 8,6 liter               | 8,6 liter               |
| Droog gewicht          | 102 kg                  | 102 kg                  | Onbekend                | Onbekend                | 102 kg                  | 102 kg                  | Onbekend                | 102 kg                  |

## Technische gegevens Bantam D10 en D13
| BSA Bantam             | D10 Supreme                                       | D10 Silver                                        | D10 Sports                                        | D10 GPO                                           | D10 Bushman                                       | D10 Bushman Pastoral                              |                         | D13 Supreme             | D13 Sports              | D13 Bushman |
| ---------------------- | ------------------------------------------------- | ------------------------------------------------- | ------------------------------------------------- | ------------------------------------------------- | ------------------------------------------------- | ------------------------------------------------- | ----------------------- | ----------------------- | ----------------------- | ----------- |
| Periode                | 1966-1967                                         | 1966-1967                                         | 1966-1967                                         | 1966-1967                                         | 1967                                              | 1967                                              | 1968                    | 1968                    | 1968                    |             |
| Categorie              | Toer                                              | Toer                                              | Sport                                             | Toer                                              | Terrein                                           | Terrein                                           | Toer                    | Sport                   | Terrein                 |             |
| Motortype              | Tweetakt                                          | Tweetakt                                          | Tweetakt                                          | Tweetakt                                          | Tweetakt                                          | Tweetakt                                          | Tweetakt                | Tweetakt                | Tweetakt                |             |
| Bouwwijze              | Staande eencilinder                               | Staande eencilinder                               | Staande eencilinder                               | Staande eencilinder                               | Staande eencilinder                               | Staande eencilinder                               | Staande eencilinder     | Staande eencilinder     | Staande eencilinder     |             |
| Koeling                | Lucht                                             | Lucht                                             | Lucht                                             | Lucht                                             | Lucht                                             | Lucht                                             | Lucht                   | Lucht                   | Lucht                   |             |
| Boring                 | 61,5 mm                                           | 61,5 mm                                           | 61,5 mm                                           | 61,5 mm                                           | 61,5 mm                                           | 61,5 mm                                           | 61,5 mm                 | 61,5 mm                 | 61,5 mm                 |             |
| Slag                   | 58,0 mm                                           | 58,0 mm                                           | 58,0 mm                                           | 58,0 mm                                           | 58,0 mm                                           | 58,0 mm                                           | 58,0 mm                 | 58,0 mm                 | 58,0 mm                 |             |
| Cilinderinhoud         | 172,3 cc                                          | 172,3 cc                                          | 172,3 cc                                          | 172,3 cc                                          | 172,3 cc                                          | 172,3 cc                                          | 172,3 cc                | 172,3 cc                | 172,3 cc                |             |
| Carburateur(s)         | Amal Monobloc, vanaf 1967: Amal Concentric 626/17 | Amal Monobloc, vanaf 1967: Amal Concentric 626/17 | Amal Monobloc, vanaf 1967: Amal Concentric 626/17 | Amal Monobloc, vanaf 1967: Amal Concentric 626/17 | Amal Monobloc, vanaf 1967: Amal Concentric 626/17 | Amal Monobloc, vanaf 1967: Amal Concentric 626/17 | Amal Concentric R626/2  | Amal Concentric R626/2  | Amal Concentric R626/2  |             |
| Smeersysteem           | Mengsmering                                       | Mengsmering                                       | Mengsmering                                       | Mengsmering                                       | Mengsmering                                       | Mengsmering                                       | Mengsmering             | Mengsmering             | Mengsmering             |             |
| Compressieverhouding   | 8,65:1                                            | 8,65:1                                            | 8,65:1                                            | 8,65:1                                            | 8,65:1                                            | 8,65:1                                            | 10:1                    | 10:1                    | 10:1                    |             |
| Max. Vermogen          | 10 pk bij 6.000 tpm                               | 10 pk bij 6.000 tpm                               | 10 pk bij 6.000 tpm                               | 10 pk bij 6.000 tpm                               | 10 pk bij 6.000 tpm                               | 10 pk bij 6.000 tpm                               | 12,6 pk bij 5.750 tpm   | 12,6 pk bij 5.750 tpm   | 12,6 pk bij 5.750 tpm   |             |
| Topsnelheid            | 96 km/uur                                         | 96 km/uur                                         | 96 km/uur                                         | 96 km/uur                                         | Onbekend                                          | Onbekend                                          | 105 km/uur              | 105 km/uur              | Onbekend                |             |
| Primaire aandrijving   | Ketting                                           | Ketting                                           | Ketting                                           | Ketting                                           | Ketting                                           | Ketting                                           | Ketting                 | Ketting                 | Ketting                 |             |
| Koppeling              | Meervoudige natte plaat                           | Meervoudige natte plaat                           | Meervoudige natte plaat                           | Meervoudige natte plaat                           | Meervoudige natte plaat                           | Meervoudige natte plaat                           | Meervoudige natte plaat | Meervoudige natte plaat | Meervoudige natte plaat |             |
| Versnellingen          | 3                                                 | 3                                                 | 3                                                 | 3                                                 | 3                                                 | 3                                                 | 4                       | 4                       | 4                       |             |
| Secundaire aandrijving | Ketting                                           | Ketting                                           | Ketting                                           | Ketting                                           | Ketting                                           | Ketting                                           | Ketting                 | Ketting                 | Ketting                 |             |
| Rijwielgedeelte        | Enkel wiegframe                                   | Enkel wiegframe                                   | Enkel wiegframe                                   | Enkel wiegframe                                   | Enkel wiegframe                                   | Enkel wiegframe                                   | Enkel wiegframe         | Enkel wiegframe         | Enkel wiegframe         |             |
| Voorvork               | Telescoopvork                                     | Telescoopvork                                     | Telescoopvork                                     | Telescoopvork                                     | Telescoopvork                                     | Telescoopvork                                     | Telescoopvork           | Telescoopvork           | Telescoopvork           |             |
| Achtervork             | Swingarm                                          | Swingarm                                          | Swingarm                                          | Swingarm                                          | Swingarm                                          | Swingarm                                          | Swingarm                | Swingarm                | Swingarm                |             |
| Remmen                 | Trommelremmen                                     | Trommelremmen                                     | Trommelremmen                                     | Trommelremmen                                     | Trommelremmen                                     | Trommelremmen                                     | Trommelremmen           | Trommelremmen           | Trommelremmen           |             |
| Tankinhoud             | 8,6 liter                                         | 8,6 liter                                         | 8,6 liter                                         | 8,6 liter                                         | 8,6 liter                                         | 8,6 liter                                         | 8,6 liter               | 8,6 liter               | 8,6 liter               |             |
| Droog gewicht          | 98 kg                                             | 98 kg                                             | 98 kg                                             | 98 kg                                             | 98 kg                                             | 98 kg                                             | 98 kg                   | 98 kg                   | 98 kg                   |             |

## Technische gegevens Bantam D14/4, D 175 / B175 en D18
| Periode                | 1968-1969               | 1968-1969               | 1968-1969               | 1969-1971               | 1969                    | 1969                    | 1969                    |
| Categorie              | Toer                    | Sport                   | Terrein                 | Toer                    | Sport                   | Terrein                 | Prototype               |
| Motortype              | Tweetakt                | Tweetakt                | Tweetakt                | Tweetakt                | Tweetakt                | Tweetakt                | Tweetakt                |
| Bouwwijze              | Staande eencilinder     | Staande eencilinder     | Staande eencilinder     | Staande eencilinder     | Staande eencilinder     | Staande eencilinder     | Staande eencilinder     |
| Koeling                | Lucht                   | Lucht                   | Lucht                   | Lucht                   | Lucht                   | Lucht                   | Lucht                   |
| Boring                 | 61,5 mm                 | 61,5 mm                 | 61,5 mm                 | 61,5 mm                 | 61,5 mm                 | 61,5 mm                 | 61,5 mm                 |
| Slag                   | 58,0 mm                 | 58,0 mm                 | 58,0 mm                 | 58,0 mm                 | 58,0 mm                 | 58,0 mm                 | 61,5 mm                 |
| Cilinderinhoud         | 172,3 cc                | 172,3 cc                | 172,3 cc                | 172,3 cc                | 172,3 cc                | 172,3 cc                | 172,3 cc                |
| Carburateur(s)         | Amal Concentric         | Amal Concentric         | Amal Concentric         | Amal Concentric         | Amal Concentric         | Amal Concentric         | Amal Concentric         |
| Smeersysteem           | Mengsmering             | Mengsmering             | Mengsmering             | Mengsmering             | Mengsmering             | Mengsmering             | Mengsmering             |
| Compressieverhouding   | 10:1                    | 10:1                    | 10:1                    | 9.5:1                   | 9.5:1                   | 9.5:1                   | Onbekend                |
| Max. Vermogen          | 12,6 pk bij 5.750 tpm   | 12,6 pk bij 5.750 tpm   | 12,6 pk bij 5.750 tpm   | 12,6 pk bij 5.750 tpm   | 12,6 pk bij 5.750 tpm   | 12,6 pk bij 5.750 tpm   | Onbekend                |
| Topsnelheid            | 105 km/uur              | 105 km/uur              | Onbekend                | 105 km/uur              | 105 km/uur              | Onbekend                | Onbekend                |
| Primaire aandrijving   | Ketting                 | Ketting                 | Ketting                 | Ketting                 | Ketting                 | Ketting                 | Ketting                 |
| Koppeling              | Meervoudige natte plaat | Meervoudige natte plaat | Meervoudige natte plaat | Meervoudige natte plaat | Meervoudige natte plaat | Meervoudige natte plaat | Meervoudige natte plaat |
| Versnellingen          | 4                       | 4                       | 4                       | 4                       | 4                       | 4                       | 4                       |
| Secundaire aandrijving | Ketting                 | Ketting                 | Ketting                 | Ketting                 | Ketting                 | Ketting                 | Ketting                 |
| Rijwielgedeelte        | Enkel wiegframe         | Enkel wiegframe         | Enkel wiegframe         | Enkel wiegframe         | Enkel wiegframe         | Enkel wiegframe         | Enkel wiegframe         |
| Voorvork               | Telescoopvork           | Telescoopvork           | Telescoopvork           | Telescoopvork           | Telescoopvork           | Telescoopvork           | Telescoopvork           |
| Achtervork             | Swingarm                | Swingarm                | Swingarm                | Swingarm                | Swingarm                | Swingarm                | Swingarm                |
| Remmen                 | Trommelremmen           | Trommelremmen           | Trommelremmen           | Trommelremmen           | Trommelremmen           | Trommelremmen           | Trommelremmen           |
| Tankinhoud             | 8,6 liter               | 8,6 liter               | 8,6 liter               | 8,6 liter               | 8,6 liter               | 8,6 liter               | Onbekend                |
| Droog gewicht          | 98 kg                   | 98 kg                   | 98 kg                   | 98 kg                   | 98 kg                   | 98 kg                   | Onbekend                |

## Trivia
In 1953 produceerde men de 100.000e BSA Bantam. Het feestje werd gevierd tijdens de Motorcycle Show in 1953 en bijgewoond door de Minister van Buitenlandse Zaken Sir Anthony Eden.